# Levin Öztunali
Levin Mete Öztunali (türkisch Levin Mete Öztunalı [ˈœztunɑɫɯ], * 15. März 1996 in Hamburg) ist ein deutscher Fußballspieler. Er steht seit Sommer 2023 beim Hamburger SV unter Vertrag, für den er bereits in der Jugend gespielt hatte.

## Karriere

### Vereine
Öztunali wurde als Sohn von Frauke Seeler, der Tochter von Uwe Seeler, und seines türkischen Vaters Mete Öztunali, der als Fußballtorwart beim TuRa Harksheide (Bezirksliga) spielte, in Hamburg geboren. Er begann beim Norderstedter Verein TuRa Harksheide mit dem Fußballspielen. Von 2004 bis 2006 spielte er in der Jugend von Eintracht Norderstedt. Anschließend war er sieben Spielzeiten in der Jugendabteilung des Hamburger SV aktiv. Ab dem 1. Juli 2012 kam Öztunali zwölfmal in der A-Junioren-Bundesliga Nord/Nordost für den Hamburger SV zum Einsatz.
Im Januar 2013 wurde ihm vom HSV ein Vertrag über weitere drei Jahre Laufzeit angeboten. Auf Rat seines Vaters entschied er sich jedoch, eine Offerte von Bayer 04 Leverkusen anzunehmen. Dort erhielt er einen Vertrag, der bis zum 30. Juni 2018 lief. Sein Bundesligadebüt – und damit seinen ersten Einsatz als Profi – absolvierte Öztunali am 10. August 2013 (1. Spieltag) beim 3:1-Sieg im Heimspiel gegen den SC Freiburg mit seiner Einwechslung für Gonzalo Castro in der 87. Spielminute. Sein Einsatz machte ihn mit 17 Jahren und 146 Tagen zum bis dahin jüngsten Bundesligaspieler des Vereins. Um ihm Spielpraxis zu vermitteln, wurde Öztunali ab der Rückrunde der Saison 2014/15 bis zum 30. Juni 2016 an Werder Bremen ausgeliehen. Beim Rückrundenbeginn am 1. Februar 2015 gab er seinen Einstand für Werder in der Bundesliga: Er stand in der Startformation beim 2:0-Sieg gegen Hertha BSC. Für Werder erzielte er bei der 2:3-Niederlage gegen Borussia Dortmund am 23. Mai 2015, dem letzten Spieltag der Saison 2014/15, sein erstes Bundesligator mit dem Treffer zum 2:1. Im Juli 2016 kehrte er zurück nach Leverkusen und absolvierte mit der Mannschaft die Vorbereitung.
Ende August 2016 unterzeichnete er einen Fünfjahresvertrag beim 1. FSV Mainz 05. Mit den Mainzern nahm er an der UEFA Europa League 2016/17 teil, der FSV schied jedoch in der Gruppenphase aus.
Zur Saison 2021/22 wechselte Öztunali zum 1. FC Union Berlin. Unter Urs Fischer kam er in der Liga 18-mal zum Einsatz (fünfmal in der Startelf). Zudem spielte er mit der Mannschaft in der UEFA Europa Conference League, in der er 4-mal zum Einsatz kam. In der Saison 2022/23 wurde Öztunali nur noch jeweils 2-mal in der Liga und im DFB-Pokal eingewechselt. Am Saisonende verließ er den Verein mit seinem Vertragsende.
Zur Saison 2023/24 kehrte Öztunali nach 10 Jahren zum Hamburger SV zurück, der seit fünf Jahren in der 2. Bundesliga spielte. Er unterschrieb einen bis zum 30. Juni 2026 laufenden Vertrag. Unter Tim Walter und dessen Nachfolger Steffen Baumgart konnte er sich allerdings nicht durchsetzen und kam nur auf 19 Zweitligaspiele (achtmal in der Startelf). Zum Beginn der Saison 2024/25 folgten noch zwei Einwechslungen am 1. und 3. Spieltag. Anschließend spielte Öztunali, der bis Anfang November 2024 noch dreimal ohne Einsatz auf der Bank saß, keine Rolle mehr. Ende November wurde er mit dem Trainerwechsel zu Merlin Polzin aussortiert und in die zweite Mannschaft integriert. Dort nahm Öztunali am Mannschaftstraining teil, kam aber bis zum Saisonende nicht in der viertklassigen Regionalliga Nord zum Einsatz, um keinen Platz für einen U21-Spieler zu blockieren.

### Nationalmannschaft
Der Mittelfeldspieler absolvierte ab 2010 Länderspiele für die Nachwuchsmannschaften des DFB. Am 6. September 2013 in Groesbeek beim 6:1-Sieg gegen die Auswahl der Niederlande debütierte er in der U-19-Nationalmannschaft und erzielte den Treffer zum 2:0 in der 15. Minute. Im Mai 2015 spielte Öztunali bei der U-20-WM in Neuseeland. Bei der U-21-EM 2017 in Polen kam Öztunali im Spiel gegen Dänemark und im Finale gegen Spanien nach Einwechslung zu zwei kurzen Einsätzen und gewann mit der Mannschaft den Titel. Mit 30 Einsätzen bestritt er nach Fabian Ernst (31 Einsätze) die zweitmeisten Spiele für die U-21-Mannschaft.

## Titel und Auszeichnungen
Titel
- U21-Europameister: 2017
- U19-Europameister: 2014

Auszeichnungen
- Fritz-Walter-Medaille in Silber 2014